# 아프가니스탄의 국장

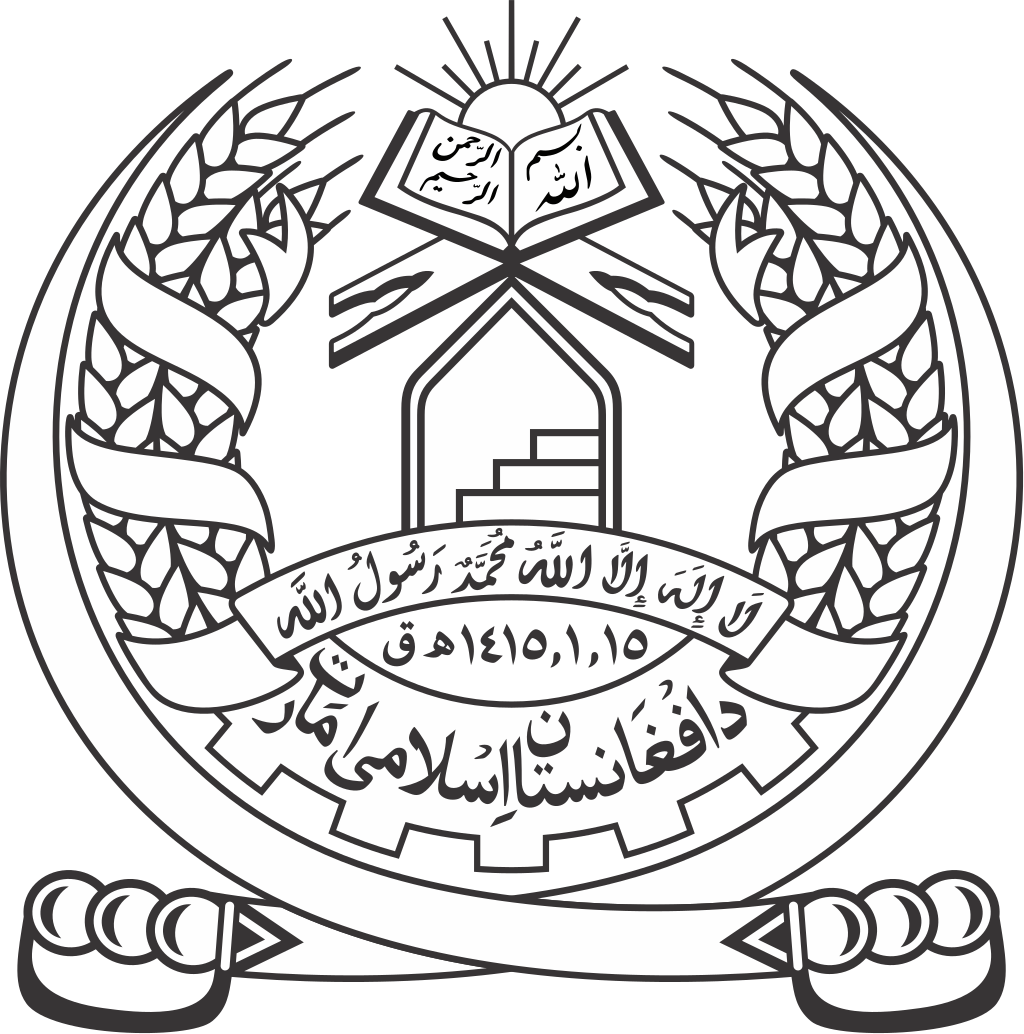
아프가니스탄의 국장

아프가니스탄의 국장은 아프가니스탄을 상징하는 문장으로 현재의 국장은 2021년에 탈레반 정권의 의해서 수정되었다. 칼, 꾸란, 밀 이삭 등이 그려져 있다. 2013년 ~ 2021년까지는 다른 별도의 국장을 사용하였다.

## 역대 아프가니스탄의 국장

1901년~1919년
1919년-1926년
1926년-1928년
1928년-1929년
1931년-1973년
1992년~1996년
2002년-2004년
2004년–2013년
2013년-2021년

## 같이 보기
- 아프가니스탄의 국기